# Яндиев, Джемалдин Хамурзаевич
Джемалди́н Хамурза́евич Янди́ев (ингуш. Янданаькъан Хамарзий Джемалда; 15 октября 1916, Балта, Терская область — 23 августа 1979) — ингушский советский поэт. Народный поэт Чечено-Ингушской АССР (1977), член Союза писателей СССР, председатель Союза писателей ЧИАССР. Один из самых талантливейших ингушских поэтов, при жизни признанный классиком ингушской литературы.

## Биография
Родился 15 октября 1916 года в селении Балта Терской области (ныне Северная Осетия) в семье крестьянина-середняка. В 1925 году окончил Балтинскую сельскую школу, после чего в 1929 году поступил в подготовительную группу индустриального политехникума Владикавказа, которую окончил в 1936 году. В 1934 году поступил на заочное отделение Литературного института им. А. М. Горького, откуда выпустился в 1936 году.
В том же году переехал из Орджоникидзе в Грозный, где до 1938 года работал в газете «Ленинский путь» и в Чеченгосиздате. Одновременно Яндиев был ответственным секретарем Союза писателей Чечено-Ингушетии, а в 1938 году был назначен его представителем, проработав до 1944 года.
В 1944 году Яндиев был  депортирован в Среднюю Азию и был лишён возможности писать и публиковать свои произведения. В 1956 году вернулся на родину. В 1958 году окончил Высшие литературные курсы при Союзе писателей СССР в Москве, вернулся. В 1959—1967 годы Яндиев был редактором по ингушскому вещанию на телевидении, после чего до 1975 года работал литературным консультантом в Союзе писателей.
Умер 23 августа 1979 года.

## Творчество
Яндиев начал издаваться в 1936 году. Его первой книгой являлся изданный в 1940 году сборник «Наши песни» (в соавторстве с Х.-Б. Ш. Муталиевым, А. Э. Хамхоевым и А. А. Ведзижевым). В следующем году была опубликована на родном языке и в русском переводе книга стихов «Зеркало времени», в которой, по мнению литературоведа М. Дж. Яндиевой, выявились главные особенности поэзии Яндиева: «искренность, лиричность, острое чувство современности и философичность».
По мнению М. Дж. Яндиевой, некоторые патриотические стихи Дж. Х. Яндиева, включённые в сборник «Матери» (1943), как например, «Вставай, ингуш» стали народными песнями. После возвращения на родину, в 1958 году была издана его следующая книга стихов «Горская песня», которая в том же году была переведена на русский язык. Лейтмотив лирики Дж. Х. Яндиева литературовед считает любовь к родине и встреча с родной землей после возвращения с депортации. Такой лейтмотив, по мнению М. Дж. Яндиевой, носит его стихотворение «Горсть земли», которое была признана классикой ингушской поэзии.
Наиболее плодотворный периодом поэзии Яндиева литературовед считает 1960-е годы, когда он написал серию лирических миниатюр, включённые в книги «Стихи» (1961), «В полдень» (1963), «Мысли» (1966), «Стихи» (1966). «Лавина» (1967) и «Утренние мысли» (1967). По мнению М. Дж. Яндиевой, произведения поэта, как, например, «Слеза», «Мать поет», «Бейся, сердце«, «Где я рожден», «Зеркало жизни» стали хрестоматийными. 
В 1976 году был издан последний сборник стихов Дж. Х. Яндиева «Избранное».
В разное время переводом поэзии Яндиева на русский язык занимались А. А. Тарковский, С. И. Липкин, А. К. Передреев и Б. З. Сиротин.

## Переводческая работа
Яндиев занимался переводом произведений А. С. Пушкина, М. Ю. Лермонтова, М. Горького, В. В. Маяковского, С. Я. Маршака и К. Л. Хетагурова на ингушский язык.

## Награды
- орден «Знак Почёта» (15.10.1966)

## Память

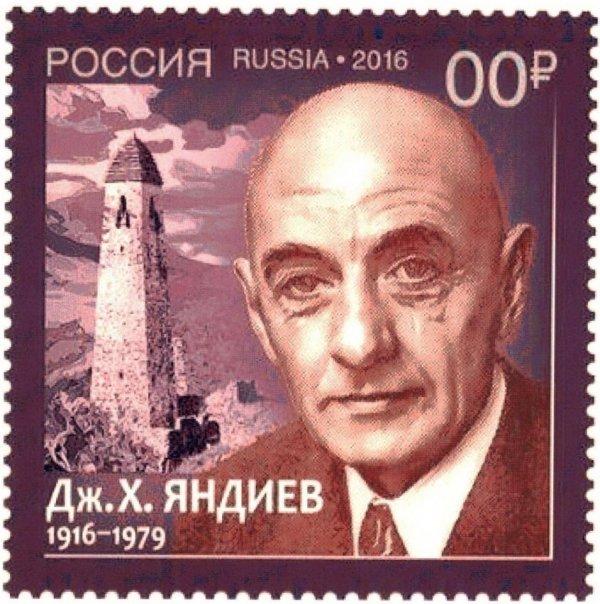
Почтовая марка России, посвящённая 100-летию со дня рождения Джемалдина Яндиева. 2016 год.

Национальная библиотека Ингушетии носит имя Дж. Х. Яндиева. В 2012 году в сельском поселении Орджоникидзевское была установлена мемориальная доска Джемалдина Яндиева.
В 2016 году Федеральное агентство связи приняло решение о выпуске специальной марки в честь 100-летия со дня рождения поэта. В том же году был открыт бюст поэту в с. Дачное Пригородного района Северной Осетии-Алании.